# Mark 82 (bombe)
La Mk. 82 (pour Mark 82, appellation US Navy, mark = modèle) est un corps de bombe d'usage général, à effet de souffle et à éclats (fragmentation). Ce corps de bombe peut être équipé de divers empennages pour obtenir une bombe lisse (LDGP : Low Drag General Purpose, faible trainée d'usage général) ou freinée (HDGP : High Drag General Purpose, forte trainée d'usage général) ou de prêts-à-monter de guidage laser (Paveway 1, 2 ou 3), inertiel et/ou GPS (Paveway 4) ou JDAM (Joint Direct Attack Munition) ceci permettant d'avoir une munition guidée pas trop chère. Ce corps de bombe peut être équipé de plusieurs types de fusées d'amorçage mécaniques ou électroniques voire de détecteurs. Sa masse seule est de 227 kg dont 89 kg d'explosif. Elle fait partie de la famille de bombes américaines Mark 80 (Mk 81 de 250 lbs, Mk 83 de 1 000 lbs et la Mk 84 de 2 000 lbs), développée dans les années 1950 qui remplace la M117. Ce corps pisciforme de bombe permet de limiter la trainée lors de l'emport sous l'avion.

## Caractéristiques

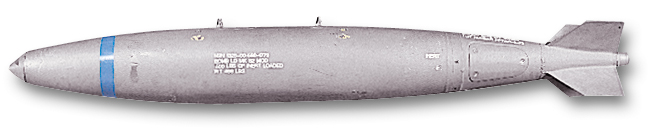
Profil pisciforme d'une Mark 82.

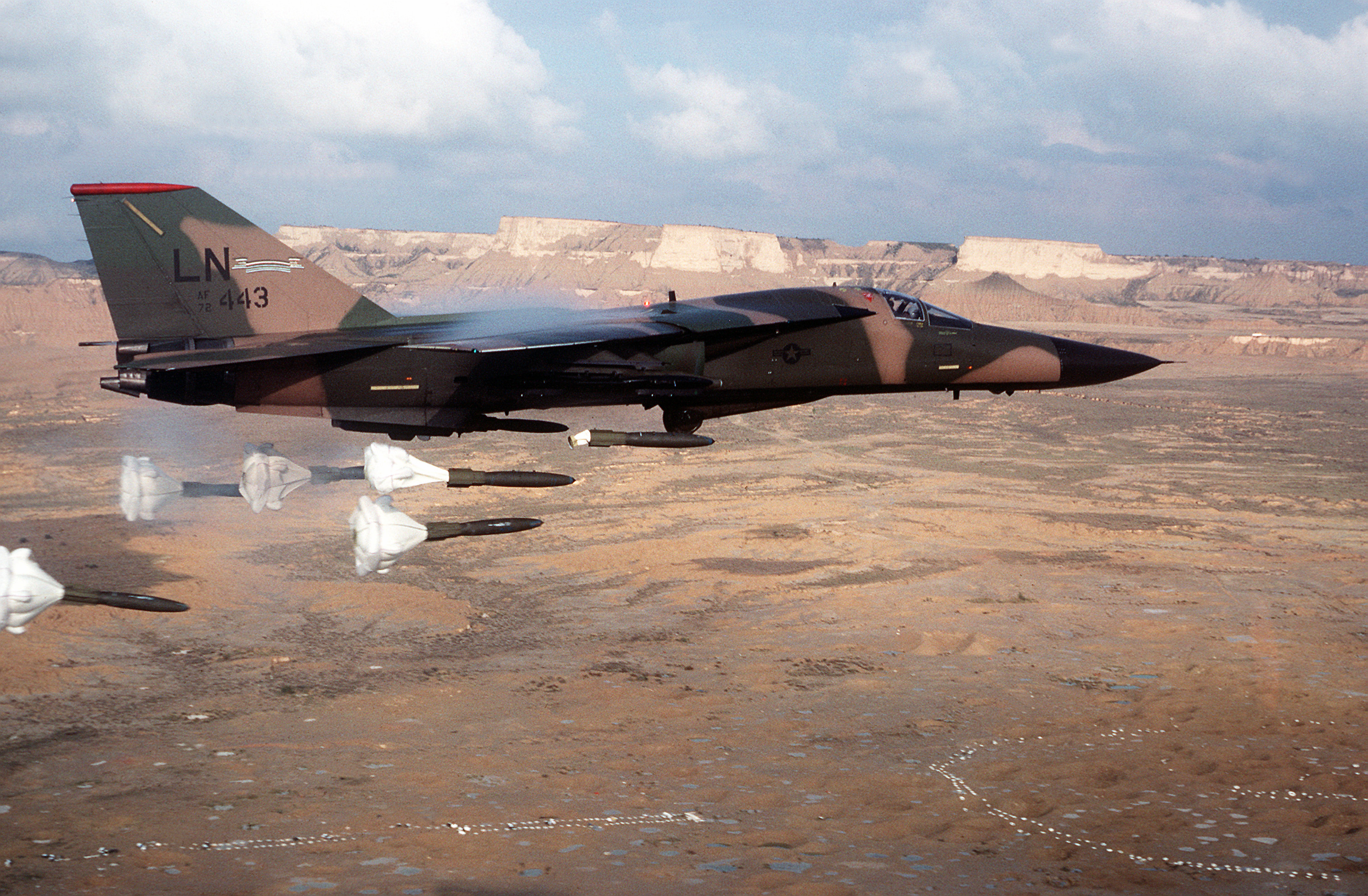
Un F-111 lançant des bombes Mark 82 freinées par un ballute (Mk82AIR / BSU49B) sur un polygone espagnol en 1986.

La charge explosive de 87 kg de tritonal (TNT + aluminium) a le potentiel de produire 438,98 mégajoules d'énergie en détonant (possibilité d'avoir de l'explosif H6 à la place).
Depuis la guerre du Viêt Nam et l'incendie de l'accident de l'USS Forrestal en 1967, les bombes d'usage général de la United States Navy et du United States Marine Corps se distinguent par un épais revêtement ignifuge ablatif, conçu pour retarder toute explosion accidentelle potentielle en cas d'incendie à bord d'un navire. Les forces aériennes terrestres n'utilisent généralement pas de tels revêtements, en grande partie parce qu'ils ajoutent environ 14 kg à la masse de l'arme complète nommée BLU-111.
Elle peut être transformée en bombe guidée laser GBU-12, avec un prêt-à-monter de guidage Paveway 2 , GBU-22 avec le Paveway 3, ou GBU-49 avec un prêt-à-monter laser/GPS (enhanced Paveway 2). L'écart circulaire probable des Mk.82 est estimé à 30 mètres. Celui des GBU12 est donné pour 9 à 10 m. Il est également possible d'ajouter une fusée de proximité intégrant un proximètre (DSU 33) et l'on obtient une Mk. 82 Airburst. Elle explosera à une dizaine de mètres de hauteur et sera d'une grande efficacité contre des troupes au sol, ainsi que des véhicules faiblement blindés. Le rayon létal de l'engin est de 60 à 100 m en effet sol, et 200 à 220 m en explosant en hauteur. En explosant, la Mk. 82 génère plus de 8 000 fragments qui s'éparpillent dans un rayon de 1 000 mètres.
En 2014, l'unique fabricant de corps de bombe de la série Mark 80 pour l'armée américaine est General Dynamics, mais elles sont produites sous licence en Europe (Entre autres, par l'Italie, et depuis 2019 en Pologne), en Asie et en Australie (par Thales dans ce pays).
Le coût de cette munition est d'environ 4 000 $ en 2020.
Au premier semestre 2022, les Mk. 82 de l'armée française ont reçu le label «Munition à risques atténués » (insensible aux chocs et feu entre autres).

## Variantes

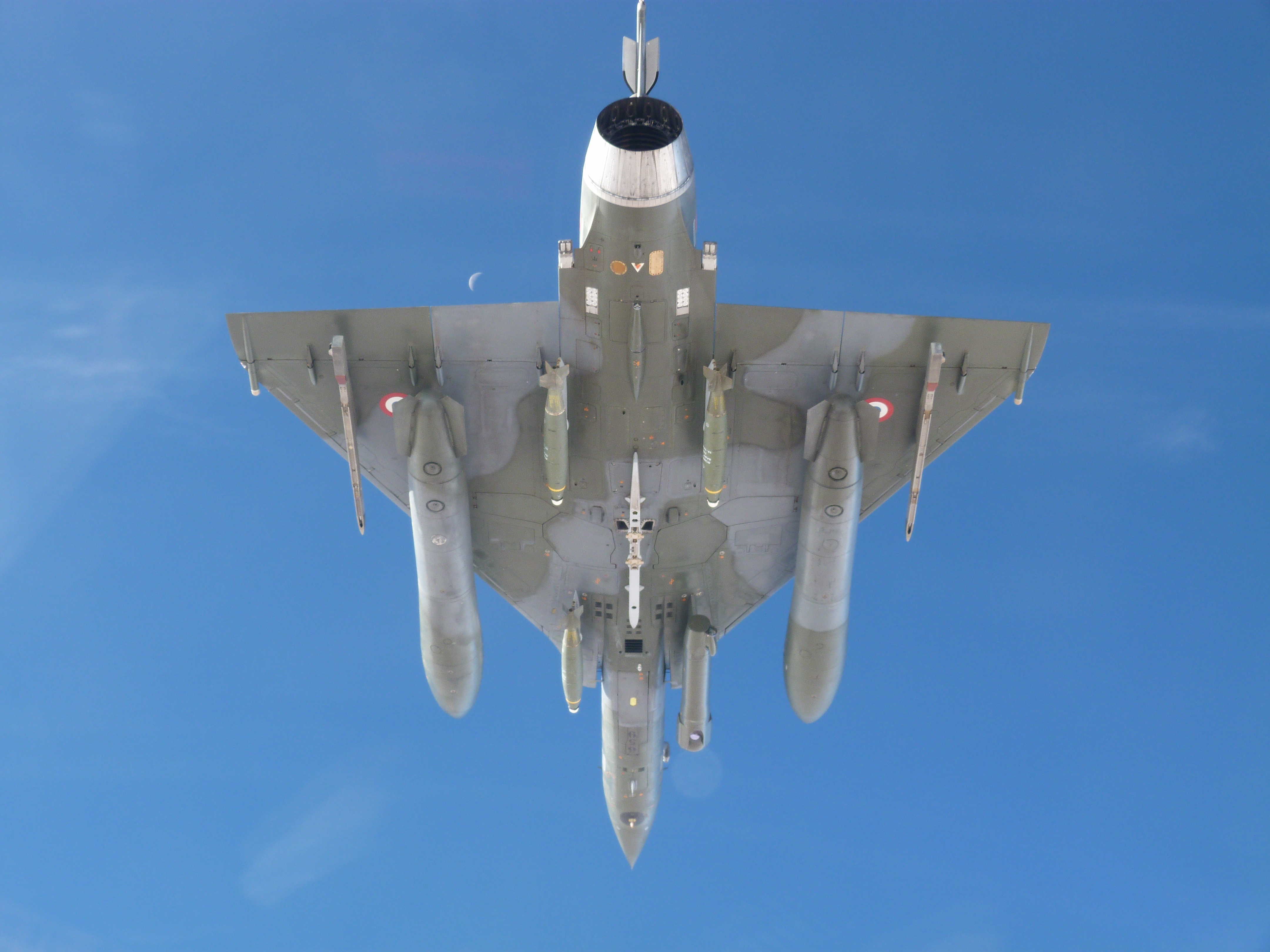
Configuration d'emport d'un Mirage 2000D de l'armée de l'air française, avec trois Mk.82 « Airburst », un PDLCTS et deux réservoirs largables sous voilure en 2013.

- BLU-110/B : Bombe Mk.82 dont l'explosif H6 a été remplacé par un explosif moins sensible à la température: le PBXN-109. Cette bombe est aussi la charge militaire de l'AGM-154 JSOW-A1 ;
- BLU-111A/B : Cette version, utilisée par l'US Navy et depuis 2022 par la Force aérienne royale australienne[réf. nécessaire], ajoute un revêtement de protection thermique pour réduire les risques d'explosion en cas d'incendie (une conséquence du très célèbre accident survenu sur l'USS Forrestal en 1967) ;
- BLU-126/B : Identique à la BLU-111/B, elle dispose des mêmes caractéristiques aérodynamiques. La différence réside dans la charge d'explosif qui est réduite (13 kg au lieu de 87 kg) pour limiter les dommages collatéraux ;
- Mark 62 Quickstrike mine : Bombe Mk.82 transformée en mine navale.
- Mark 82 Mod 7 : Bombe à fragmentation destinée au remplacement des bombes à sous-munitions. Un boîtier en acier forgé est remplacé par une ogive unitaire en « fonte ductile » et une hauteur d'éclatement et des emplacements de fusées reconfigurés, dispersant la fragmentation de fer sur une vaste zone pour répondre aux exigences d'attaque de zone avec moins de risques de munitions non explosées. Entrée en service en 2018[6]
- La bombe guidée GBU-38 utilise le corps de la Mk 82[7].
- MK82-T (Tendürek) : Version turque

## Dotations

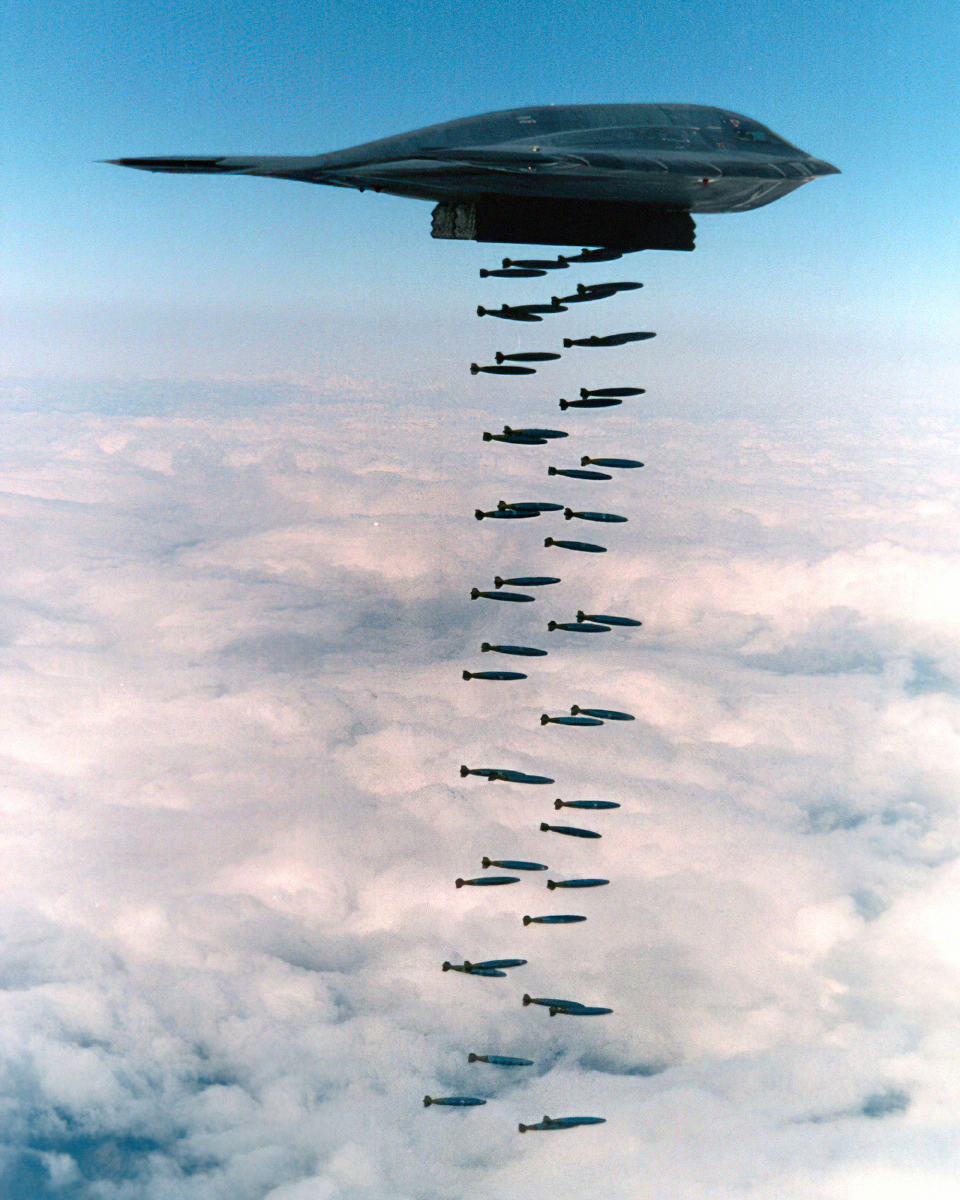
Un Northrop B-2 Spirit largue des bombes Mk. 82 au cours d'un exercice au large de la Californie, en 1994.

Il s'agit d'une des munitions standards des forces aériennes occidentales. Produite dans plusieurs pays, elle est très largement exportée avec la vente d'avions de combat d'origine américaine :
- Afghanistan
- Allemagne
- Arabie saoudite[8]
- Argentine[9]
- Australie
- Bahreïn[10]
- Belgique
- Brésil[11]
- Chili[12]
- Canada
- Corée du Sud
- Danemark
- Émirats arabes unis[13]
- Espagne
- États-Unis
- Finlande[14]
- France[15]
- Grèce[16]
- Iran[17]
- Irak[18]
- Israël
- Japon
- Kenya[19]
- Koweït[20]
- Nigeria[21]
- Maroc
- Pays-Bas[22]
- Pakistan
- Pologne
- Portugal
- Royaume-Uni
- Slovaquie[23]
- Taïwan
- Tunisie[24]
- Turquie[25]
- Venezuela
- République du Viêt Nam